# Краеведческие горячие источники
Краеведческие горячие источники — минеральные источники на полуострове Камчатка. Находятся на территории Елизовского района Камчатского края России. Входят в состав Налычевского природного парка, внесённого в 1996 году в список Всемирного природного и культурного наследия ЮНЕСКО в номинации «Вулканы Камчатки».
Названы местным краеведом П. Т. Новограбленовым.
Источники расположены на правом истоке реки Таловая в 2,5 км от её впадения в реку Шайбина. Состоят из двух крупных грифонов и большого количества мелких, разбросанных вдоль речки.
Температура источников достигает 58 °C. Общий дебит — 6,9 л/с. Состав воды хлоридный натриевый с общей минерализацией до 7.5 г/л. с содержанием кремнекислоты до 140 мг/л, борной кислоты — 0,44 г/л.